# Canottaggio ai Giochi della XXXII Olimpiade - Otto maschile
L'otto maschile dei Giochi della XXX Olimpiade si è svolta tra il 25 e il 30 luglio 2021. Hanno partecipato 7 equipaggi.
La gara è stata vinta dall'equipaggio neozelandese composto da Thomas Mackintosh, Hamish Bond, Tom Murray, Michael Brake, Daniel Williamson, Phillip Wilson, Shaun Kirkham, Matt MacDonald e Sam Bosworth.

## Formato
Gli equipaggi sono stati divisi in due batterie; i due vincitori hanno avuto accesso alla finale, mentre gli altri si sono affrontati in un ripescaggio che ha qualificato altri quattro equipaggi.

## Programma
| Data           | Ora (UTC+9) | Turno      |
| -------------- | ----------- | ---------- |
| 24 luglio 2021 | 12:00       | Batterie   |
| 28 luglio 2021 | 12:50       | Ripescaggi |
| 30 luglio 2021 | 10:25       | Finale A   |

## Risultati

### Batterie
| Pos. | Atleti                                                                                  | Nazione     | Tempo   | Note |
| ---- | --------------------------------------------------------------------------------------- | ----------- | ------- | ---- |
| 1    | Weissenfeld, Follert, Roggensack, Johannesen, Schneider, Jakschik, Schmidt, Ocik, Sauer | Germania    | 5:28.95 | QF   |
| 2    | Davison, Best, Miklasevich, Hack, Richards, Mead, Harrity, Corrigan, Venonsky           | Stati Uniti | 5:30.57 | R    |
| 3    | Chioseaua, Lehaci, Radu, Bejan, Aicoboae, Adm, Arteni, Huc, Munteanu                    | Romania     | 5:39.84 | R    |
| 4    | Lavery, O'Brien, Booth, Keenan, Purnell, Masters, Dawson, Widdicombe, Sim               | Australia   | 5:43.66 | R    |

| Pos. | Atleti                                                                             | Nazione       | Tempo   | Note |
| ---- | ---------------------------------------------------------------------------------- | ------------- | ------- | ---- |
| 1    | van den Ende, Knab, Tissen, van Dorp, Hurlmans, Schwarz, Versluis, Luecken, Berger | Paesi Bassi   | 5:30.66 | QF   |
| 2    | Mackintosh, Bond, Murray, Brake, Williamson, Wilson, Kirkham, Macdonald, Bosworth  | Nuova Zelanda | 5:32.11 | R    |
| 3    | Bugajski, Dawson, George, Sbihi, Elwes, Wynne-Griffith, Rudkin, Ford, Fieldman     | Gran Bretagna | 5:34.40 | R    |

### Ripescaggio
| Pos. | Atleti                                                                            | Nazione       | Tempo   | Note |
| ---- | --------------------------------------------------------------------------------- | ------------- | ------- | ---- |
| 1    | Mackintosh, Bond, Murray, Brake, Williamson, Wilson, Kirkham, Macdonald, Bosworth | Nuova Zelanda | 5:22.04 | Q    |
| 2    | Bugajski, Dawson, George, Sbihi, Elwes, Wynne-Griffith, Rudkin, Ford, Fieldman    | Gran Bretagna | 5:23.43 | Q    |
| 3    | Davison, Best, Miklasevich, Hack, Richards, Mead, Harrity, Corrigan, Venonsky     | Stati Uniti   | 5:23.43 | Q    |
| 4    | Lavery, O'Brien, Booth, Keenan, Purnell, Masters, Dawson, Widdicombe, Sim         | Australia     | 5:25.06 | Q    |
| 5    | Chioseaua, Lehaci, Radu, Bejan, Aicoboae, Adm, Arteni, Huc, Munteanu              | Romania       | 5:27.14 |      |

### Finale
| Pos. | Atleti                                                                                  | Nazione       | Tempo   | Note |
| ---- | --------------------------------------------------------------------------------------- | ------------- | ------- | ---- |
|      | Mackintosh, Bond, Murray, Brake, Williamson, Wilson, Kirkham, Macdonald, Bosworth       | Nuova Zelanda | 5:24.64 |      |
|      | Weissenfeld, Follert, Roggensack, Johannesen, Schneider, Jakschik, Schmidt, Ocik, Sauer | Germania      | 5:25.60 |      |
|      | Bugajski, Dawson, George, Sbihi, Elwes, Wynne-Griffith, Rudkin, Ford, Fieldman          | Gran Bretagna | 5:25.73 |      |
| 4    | Davison, Best, Miklasevich, Hack, Richards, Mead, Harrity, Corrigan, Venonsky           | Stati Uniti   | 5:26.75 |      |
| 5    | van den Ende, Knab, Tissen, van Dorp, Hurlmans, Schwarz, Versluis, Luecken, Berger      | Paesi Bassi   | 5:27.96 |      |
| 6    | Lavery, O'Brien, Booth, Keenan, Purnell, Masters, Dawson, Widdicombe, Sim               | Australia     | 5:36.23 |      |